# Jaromír Jágr
Jaromír Jágr (n. 15 februarie 1972, Kladno, Republica Socialistă Cehă, Cehoslovacia) este un fost jucător ceh de hochei pe gheață. Este considerat ca fiind unul dintre cei mai buni jucători din toate timpurile.

## Carieră
Jaromír Jágr s-a născut în Kladno, Cehoslovacia, unde a început să joace hochei pe gheață. La vârsta de 18 ani a semnat un contract cu Pittsburgh Penguins din NHL. Cu echipa din Pittsburgh a căștigat de două ori Cupa Stanley, în anii 1991 și 1992. A obținut trofeul Hart pentru cel mai bun jucător al sezonului în 1998-1999, și de cinci ori a căștigat trofeul Art Ross pentru cel mai bun marcator.
De a lungul carierei a jucat pentru cluburi Poldi Kladno, Pittsburgh Penguins, Washington Capitals, HK Awangard Omsk, New York Rangers, HK Awangard Omsk, Philadelphia Flyers, HC Kladno, Dallas Stars, Boston Bruins, New Jersey Devils, Florida Panthers, Calgary Flames și din nou HC Kladno. El a jucat 36 de sezoane, dintre care 24 de sezoane la NHL. S-a retras în anul 2024, la vârsta de 52 de ani.
Sportivul a câștigat medalia de bronz cu echipa Cehoslovaciei la Campionatul Mondial din 1990. Cu echipa Cehiei a cucerit medalia de aur la Jocurile Olimpice din 1998 de la Nagano și la Campionatele Mondiale din 2005 și 2010. La Jocurile Olimpice din 2006 de la Torino și la Campionatul Mondial din 2011 a obținut medalia de bronz. La Jocurile Olimpice din 2010 a fost portdrapelul Cehiei.

## Legături externe
Materiale media legate de Jaromír Jágr la Wikimedia Commons
- en Jaromír Jágr la Olympedia.org
- en  Jaromír Jágr la eliteprospects.com
- en  Jaromír Jágr la hockeydb.com
- en  Jaromír Jágr la nhl.com